# Pleotrichophorus tetradymiae
Pleotrichophorus tetradymiae är en insektsart som beskrevs av Smith, C.F. och Frank Hall Knowlton 1971. Pleotrichophorus tetradymiae ingår i släktet Pleotrichophorus och familjen långrörsbladlöss. Inga underarter finns listade i Catalogue of Life.